# Proamytta simillima
Proamytta simillima är en insektsart som beskrevs av Max Beier 1965. Proamytta simillima ingår i släktet Proamytta och familjen vårtbitare. Inga underarter finns listade i Catalogue of Life.